# Santa Catarina Yosonotú
Santa Catarina Yosonotú là một đô thị thuộc bang Oaxaca, México. Năm 2005, dân số của đô thị này là 1864 người.